# Marija Grozdewa
Marija Zdrawkowa Grozdewa (buł. Мария Здравкова Гроздева, ur. 23 czerwca 1972 w Sofii) – bułgarska strzelczyni sportowa. Wielokrotna medalistka olimpijska.
Specjalizuje się w strzelaniu z pistoletu. Brała udział w siedmiu igrzyskach (IO 92, IO 96, IO 00, IO 04, IO 08, IO 12, IO 20), na czterech zdobywała medale (łącznie pięć). Triumfowała na dystansie 25 metrów w pistolecie pneumatycznym w 2000 i 2004, trzykrotnie była trzecia w pistolecie pneumatycznym (1992, 1996, 2004). W 2004 była chorążym bułgarskiej ekipy podczas ceremonii otwarcia igrzysk.